# Coupe des confédérations 1992
Navigation
Arabie saoudite 1995
Le Championnat intercontinental 1992 est la première édition de la compétition qui sera plus tard renommée Coupe des confédérations lorsque la FIFA en assurera officiellement l'organisation à partir de 1997. Également nommé Coupe du Roi Fahd (en l'honneur du roi Fahd Ben Abdel Aziz Al-Saoud), le tournoi se tient en Arabie saoudite du 15 au 20 octobre 1992. Tous les matchs sont disputés à Riyad.

## Équipes participantes
- Arabie saoudite (nation hôte et vainqueur de la Coupe d'Asie des nations 1988)
- Argentine (vainqueur de la Copa América 1991)
- Côte d'Ivoire (vainqueur de la CAN 1992)
- États-Unis (vainqueur de la Gold Cup 1991)

On remarque l'absence du Danemark, champion d'Europe de football 1992, qui sera toutefois bien présent, et remportera même la coupe, lors de l'édition suivante en 1995.

## Tableau
|  | Demi-finales            | Demi-finales            |                        |   | Finale                  | Finale                  |
|  | Demi-finales            | Demi-finales            |                        |   | Finale                  | Finale                  |
|  |                         |                         |                        |   |                         |                         |
|  | 15 octobre 1992 / Riyad | 15 octobre 1992 / Riyad |                        |   | 20 octobre 1992 / Riyad | 20 octobre 1992 / Riyad |
|  | 15 octobre 1992 / Riyad | 15 octobre 1992 / Riyad |                        |   | 20 octobre 1992 / Riyad | 20 octobre 1992 / Riyad |
|  | Arabie saoudite         | 3                       |                        |   | 20 octobre 1992 / Riyad | 20 octobre 1992 / Riyad |
|  | Arabie saoudite         | 3                       |                        |   | 20 octobre 1992 / Riyad | 20 octobre 1992 / Riyad |
|  | États-Unis              | 0                       |                        |   | 20 octobre 1992 / Riyad | 20 octobre 1992 / Riyad |
|  | États-Unis              | 0                       | Arabie saoudite        | 1 |                         |                         |
|  | 16 octobre 1992 / Riyad |                         | Arabie saoudite        | 1 |                         |                         |
|  |                         | Argentine               | 3                      |   |                         |                         |
|  | Argentine               | Argentine               | 3                      | 4 |                         |                         |
|  | Argentine               |                         |                        | 4 |                         |                         |
|  | Côte d'Ivoire           | 0                       |                        |   |                         |                         |
|  | Côte d'Ivoire           | 0                       | Match pour la 3e place |   |                         |                         |
|  |                         |                         |                        |   |                         |                         |
|  | 19 octobre 1992 / Riyad |                         |                        |   |                         |                         |
|  |                         |                         |                        |   |                         |                         |
|  | États-Unis              | 5                       |                        |   |                         |                         |
|  | États-Unis              | 5                       |                        |   |                         |                         |
|  | Côte d'Ivoire           | 2                       |                        |   |                         |                         |
|  | Côte d'Ivoire           | 2                       |                        |   |                         |                         |

## Résultats

### Demi-finales
| 15 octobre 1992           | Arabie saoudite | 3 - 0   | États-Unis | Stade International Roi Fahd, Riyad                       |                                                           |
| Historique des rencontres | Al-Bishi 48e · Al-Thuniyan 74e · Al-Muwallid 84e                                                                                             |         | | Spectateurs : 70 000 Arbitrage : Ulisses Tavares da Silva | Spectateurs : 70 000 Arbitrage : Ulisses Tavares da Silva |
| Historique des rencontres | (Rapport) |         | | Spectateurs : 70 000 Arbitrage : Ulisses Tavares da Silva | Spectateurs : 70 000 Arbitrage : Ulisses Tavares da Silva |
| Historique des rencontres | Al-Otaibi - A. Al-Dosari, Al-Roomi, Al-Alawi, Amin - Al-Bishi, Owairan, Al-Jaber ( 72e Al-Mehallel), Al-Muwallid 19e - Al-Thuniyan, Al-Hazaa | Équipes | Meola - Clavijo, Balboa, Lapper, Harkes 73e - Quinn 18e, Henderson ( 62e Harbor), Murray 36e ( 46e Caligiuri), Ramos - Perez, Wegerle | Spectateurs : 70 000 Arbitrage : Ulisses Tavares da Silva | Spectateurs : 70 000 Arbitrage : Ulisses Tavares da Silva |

| 16 octobre 1992           | Argentine | 4 - 0   | Côte d'Ivoire | Stade International Roi Fahd, Riyad              |                                                  |
| Historique des rencontres | Batistuta 2e, 10e · Altamirano 67e · Acosta 81e                                                                                                   |         | | Spectateurs : 15 000 Arbitrage : Jamal Al Sharif | Spectateurs : 15 000 Arbitrage : Jamal Al Sharif |
| Historique des rencontres | (Rapport) |         | | Spectateurs : 15 000 Arbitrage : Jamal Al Sharif | Spectateurs : 15 000 Arbitrage : Jamal Al Sharif |
| Historique des rencontres | Goycochea - Vázquez 13e, Altamirano, Basualdo, Ruggeri - Redondo, Villarreal ( 75e Cagna), Simeone, Rodriguez ( 67e Acosta) - Caniggia, Batistuta | Équipes | Gouaméné - Aka Kouamé, Diaby, Sam Abouo 5e, 51e, Dao - Gadji 44e, Kassi-Kouadio, Maguy, Sié - Ben Salah, A.Traoré | Spectateurs : 15 000 Arbitrage : Jamal Al Sharif | Spectateurs : 15 000 Arbitrage : Jamal Al Sharif |

### Match pour la troisième place
| 19 octobre 1992           | États-Unis | 5 - 2   | Côte d'Ivoire | Stade International Roi Fahd, Riyad             |                                                 |
| Historique des rencontres | Balboa 12e · Jones 31e · Wynalda 56e · Murray 67e, 83e                                                                         |         | 16e Traoré · 76e Sié | Spectateurs : 9 500 Arbitrage : Rodrigo Badilla | Spectateurs : 9 500 Arbitrage : Rodrigo Badilla |
| Historique des rencontres | (Rapport) |         | | Spectateurs : 9 500 Arbitrage : Rodrigo Badilla | Spectateurs : 9 500 Arbitrage : Rodrigo Badilla |
| Historique des rencontres | Meola - Clavijo, Balboa, Lapper, Caligiuri - Michallik, Henderson ( 27e Jones), Murray, Perez - Wynalda, Vermes ( 73e Kinnear) | Équipes | Gouaméné - Aka Kouamé, I.Koné, Lué, Diaby - Ben Salah 27e , A.Traoré, Maguy, Beugré Yago ( 63e Kassi-Kouadio) - Sié 37e , Dao ( 46e Gadji) | Spectateurs : 9 500 Arbitrage : Rodrigo Badilla | Spectateurs : 9 500 Arbitrage : Rodrigo Badilla |

### Finale
| Titulaires : |  |
| |  |
| Sergio Goycochea · Sergio Vázquez · Ricardo Altamirano · Fabian Basualdo 62e · Oscar Ruggeri · Fernando Redondo · José Luis Villarreal 81e · Diego Simeone 28e · Leonardo Rodriguez 73e · Claudio Caniggia · Gabriel Batistuta · |  |
| Remplaçants : |  |
| Alberto Acosta 73e · Diego Cagna 81e |  |

| Titulaires : |  |
| |  |
| Saud Al-Otaibi · Abdullah Jumaan Al-Dosari · Salem Al-Alawi · Abdulrahman Al-Roomi · Fuad Amin 47e · Mohammed Al-Khilaiwi · Fahad Al-Bishi 67e · Khalid Al-Muwallid · Khaled Al-Hazaa · Saeed Owairan · Sami Al-Jaber 65e · |  |
| Remplaçants : |  |
| Fahad Al-Mehallel 65e · Abdul Al-Rozan 67e |  |

| Titulaires : |  |
| |  |
| Sergio Goycochea · Sergio Vázquez · Ricardo Altamirano · Fabian Basualdo 62e · Oscar Ruggeri · Fernando Redondo · José Luis Villarreal 81e · Diego Simeone 28e · Leonardo Rodriguez 73e · Claudio Caniggia · Gabriel Batistuta · |  |
| Remplaçants : |  |
| Alberto Acosta 73e · Diego Cagna 81e |  |

| Titulaires : |  |
| |  |
| Saud Al-Otaibi · Abdullah Jumaan Al-Dosari · Salem Al-Alawi · Abdulrahman Al-Roomi · Fuad Amin 47e · Mohammed Al-Khilaiwi · Fahad Al-Bishi 67e · Khalid Al-Muwallid · Khaled Al-Hazaa · Saeed Owairan · Sami Al-Jaber 65e · |  |
| Remplaçants : |  |
| Fahad Al-Mehallel 65e · Abdul Al-Rozan 67e |  |

## Meilleurs buteurs
2 buts
- Gabriel Batistuta
- Bruce Murray

## Statistiques
- Affluence totale : 169 500 spectateurs
- Affluence moyenne : 42 375 spectateurs
- 18 buts pour 4 matchs soit 4,5 buts par match